# Schleswig Meridional

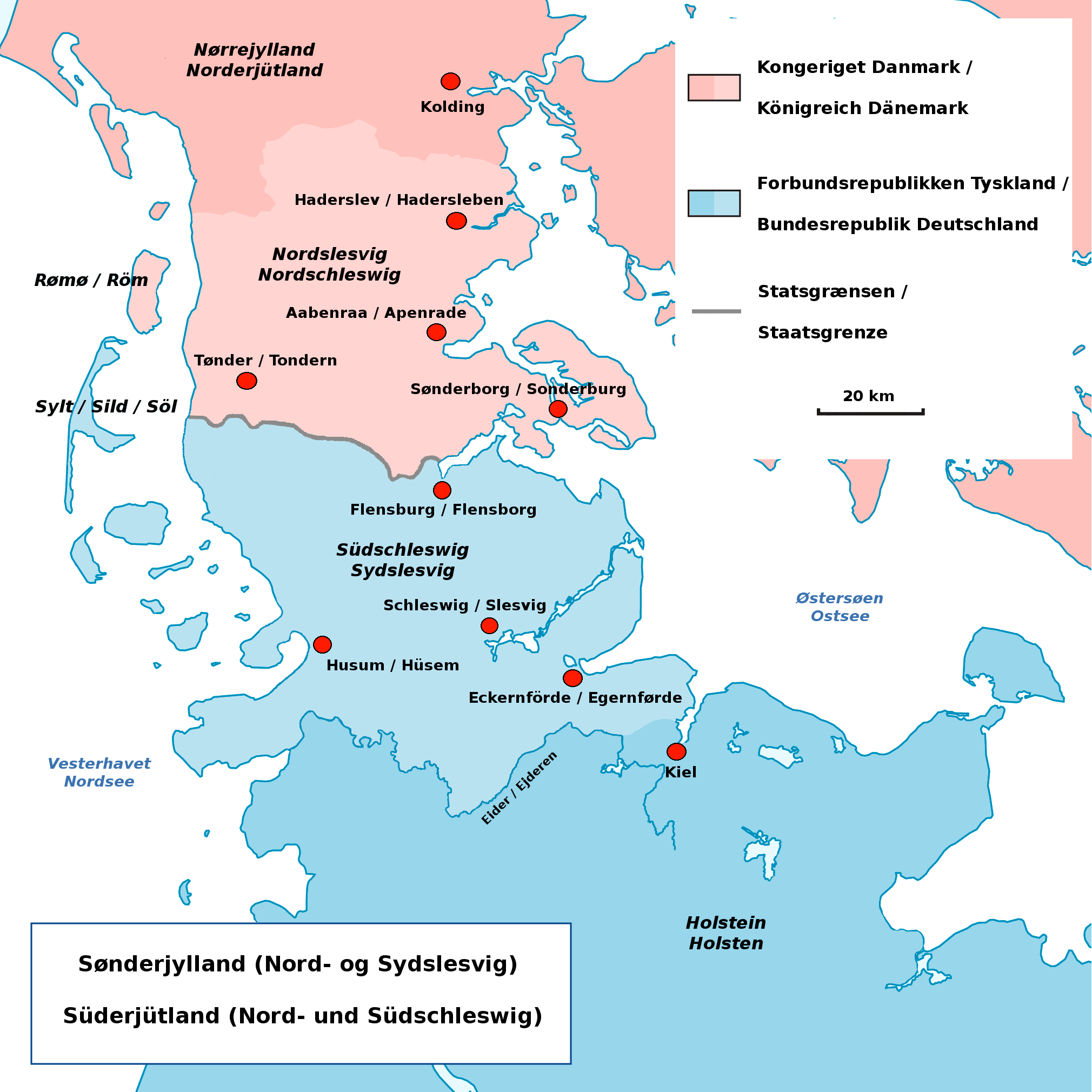
El Schleswig Septentrional (rosado) y Meridional (azulado).

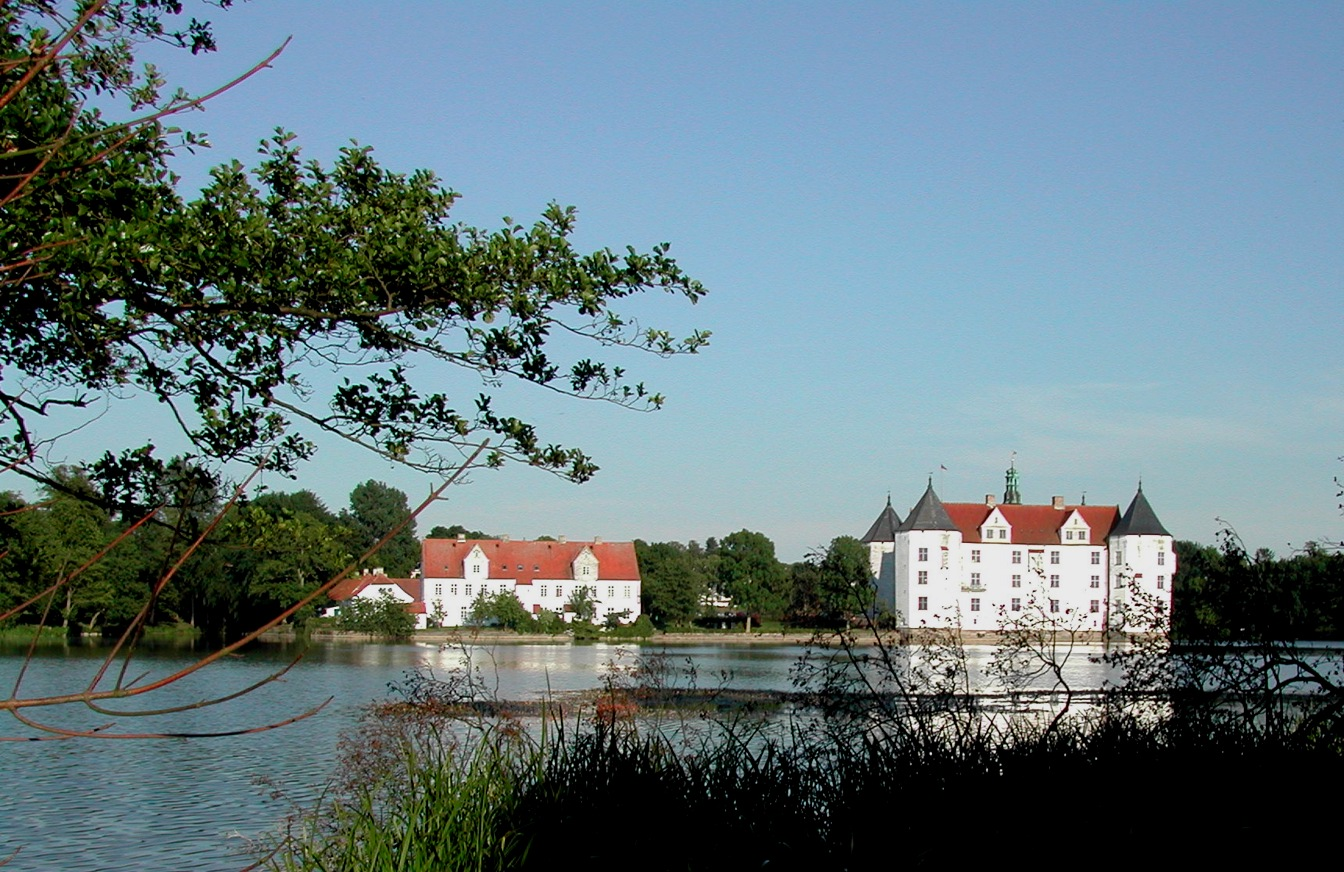
Residencia de los reyes daneses del Castillo de Glücksburg.

Schleswig Meridional (en alemán: Südschleswig o Landesteil Schleswig, en danés: Sydslesvig) denota la mitad sur del antiguo Ducado de Schleswig en la península de Jutlandia. La región geográfica en la actualidad cubre la amplia región entre el río Eider al sur y el fiordo de Flensburg al norte, en donde bordea con Dinamarca. El Schleswig Septentrional, congruente con el anterior Condado de Jutlandia del Sur, forma la parte más meridional de Dinamarca.

## Historia
Los territorios de Schleswig al norte del río Eider y de la bahía de Kiel eran un feudo de la Corona Danesa desde la Alta Edad Media. La región de Holstein más al sur perteneció al Reino de los francos y después al Sacro Imperio Romano Germánico; sin embargo, estaba sostenido como un feudo imperial de los reyes daneses desde 1460 por el Tratado de Ribe.
El asunto de Schleswig-Holstein en un principio culminó en el curso de las Revoluciones de 1848, cuando desde 1848 hasta 1851 nacionalistas liberales revolucionarios germano hablantes respaldados por Prusia lucharon por la separación de Schlewig y Holstein de Dinamarca en la Primera Guerra de Schleswig. Aunque el status quo fue restaurado, el conflicto persistió y el 1 de febrero de 1864 tropas austríacas y prusianas cruzaron el Eider desencadenando la Segunda Guerra de Schleswig (o Guerra de los Ducados), tras la cual Dinamarca tuvo que ceder Schleswig y Holstein de acuerdo al Tratado de Viena. Después de la guerra austro-prusiana de 1866, la victoriosa Prusia tomó el control enteramente sobre los ducados de Schleswig y Holstein aunque fue obligada por la Paz de Praga a celebrar un referéndum en el Schleswig Septentrional, predominantemente danés hablante, que nunca sostuvo.
Después de la derrota alemana en la I Guerra Mundial los Plebiscitos de Schleswig fueron decretados por el Tratado de Versalles, en la que fue dibujada la actual frontera germano-danesa tomando efecto el 15 de junio de 1920, dividiendo Schleswig en una parte septentrional y meridional y dejando una considerable minoría danesa y alemana a ambos lados.

## En la actualidad
El Schleswig Meridional es parte del Estado federado alemán (Bundesland) de Schleswig-Holstein, y por consiguiente continua su denotación como Landesteil Schleswig. Sin embargo, no forma una entidad administrativa, sino que consiste de los distritos (Landkreise) de Schleswig-Flensburg, Nordfriesland, el distrito urbano (Kreisfreie Stadt) de Flensburg y la parte septentrional de Rendsburg-Eckernförde.

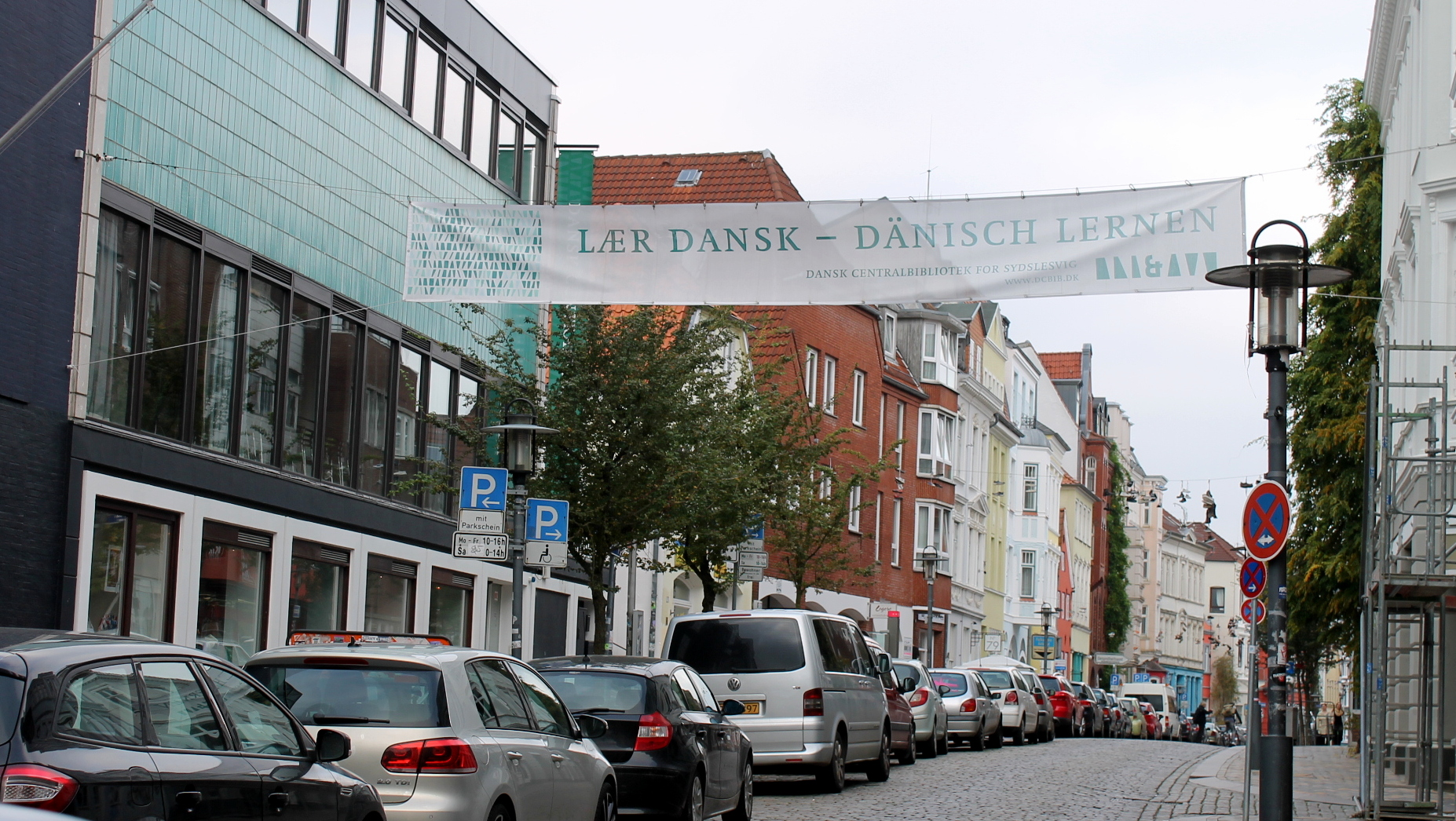
Bandera en la que se lee Aprende danés en Flensburg, una de las mayores ciudades de Schleswig Meridional.

Junto al alemán estándar, se hablan dialectos del bajo sajón (Schleswigsch), así como el danés (danés estándar y danés de Schleswig Meridional) y su variante de Jutlandia del Sur, además del idioma frisón septentrional en el oeste. El danés y el frisón septentrional son oficialmente lenguas minoritarias. Sin embargo, muchos de los habitantes quienes solo hablan alemán y no hablan danés no consideran que la región tenga ninguna diferencia con el resto de Schleswig-Holstein. Esta noción está disputada entre quienes se definen a sí mismos como daneses, Schleswiguianos del Sur o simplemente Schleswiguianos, particularmente entre historiadores y población organizada en las instituciones de la minoría danesa del Schleswig Meridional, como la Asociación de Votantes del Schleswig Meridional. Muchos de los apellidos que se encuentran en la región muy a menudo tienen forma escandinava o danesa, con la terminación -sen como por ejemplo Petersen.
Las ciudades más importantes del Schleswig Meridional son Flensburg, Rendsburg, la ciudad de Schleswig, y Husum.